# خط بوستان (خط حاسوبي)
خط بوستان هو خط حاسوبي من تصميم جمال بوستان وتطوير مأمون صقال، وهو مستوحى من الخط الكوفي القيرواني والخط السنبلي اللين.
تم إصداء هذا الخط الحاسوبي في عام 2014، بحيث يحوي هذا الخط على 4000 محرف، من اجل اعطاء كمية كبيرة من التنوع الجرافيكي في تشكيل الكلمات والأحرف.

## المحارف الاساسية للخط
يحوي الخط على ثلاث محارف أساسية وهي:
- العربية.
- الفارسية.
- الأردو.

بالإضافة إلى محارف إضافية وهي عربي المغرب وشمال أفريقيا.